# Црква Светог Василија Острошког у Нишу
Црква Светог Василија Острошког у Нишу је православни храм који припада Епархији нишкој Српске православне цркве.
Градња цркве је започета 2015. године у знак благодарности Богу и Светом Василију на милости и заштити нишког насеља Дуваниште 12. маја 1999. године за време агресије Србије од стране НАТО алијансе.

## Спомен-крипта са именима за јунаке са Косова
На 25. годишњиву почетка бомбардовања Савезне Републике Југославије од стране НАТО агресије, 25. марта 2024. године биће откривена спомен-крипта косовским јунацима који су изгубили животе бранећи домовину. На мермерним плочама укесано је 1.007 имена припадника војске, полиције и безбедносних снага који су изгубили живот бранећи Косово и Метохију. На самим плочама налазе се именима и презимена јунака, као и датуми и места рођења и смрти. 
Идеја за ову спомен-крипту потекла је још давне 2000. године од стране генерала Владимира Лазаревића а обновљена је 2017. године пошто је тадашњи српски партијарх господин Иринеј по други пут дао благослов за изградњу спомен-крипте. Те исте године одлучено је да се спомен-крипта подигне у комплексу храма Светог Василија Острошког, у нишком градском насељу Дуваниште. Спомен-крипта финансирана је средствима Министарства за рад, запошљавање, борачка и социјална питања Републике Србије.